# Martina Růžičková
Martina Růžičková (* 22. března 1980 Roudnice nad Labem) je bývalá česká cyklistka závodící za Duklu Praha. Je několikanásobnou mistryní České republiky, v letech 2004, 2007, 2008 a 2009 zvítězila v hromadném silniční závodě, v letech 2009 a 2010 zvítězila v časovce dvojic společně s Martinou Sáblíkovou. Zúčastnila se též Letních olympijských her 2004 v Athénách, kde se v silničním závodě umístila na 52. místě.